# Adriano (calciatore 1999)
Adriano Firmino dos Santos da Silva, meglio noto come Adriano (Rio de Janeiro, 4 novembre 1999), è un calciatore brasiliano, centrocampista del Santa Clara.

## Carriera
Cresciuto nel settore giovanile del Cruzeiro, esordisce in prima squadra il 23 gennaio 2020, disputando l'incontro del Campionato Mineiro vinto per 2-0 contro il Boa Esporte. Dopo aver totalizzato 96 presenze e 3 reti, il 6 agosto 2022 approda in Europa ai portoghesi del Santa Clara.

## Statistiche

### Presenze e reti nei club
Statistiche aggiornate al 9 settembre 2022.
| Stagione        | Squadra         | Campionato      | Campionato | Campionato | Coppe nazionali | Coppe nazionali | Coppe nazionali | Coppe continentali | Coppe continentali | Coppe continentali | Altre coppe | Altre coppe | Altre coppe | Totale | Totale |
| Stagione        | Squadra         | Comp            | Pres       | Reti       | Comp            | Pres            | Reti            | Comp               | Pres               | Reti               | Comp        | Pres        | Reti        | Pres   | Reti   |
| --------------- | --------------- | --------------- | ---------- | ---------- | --------------- | --------------- | --------------- | ------------------ | ------------------ | ------------------ | ----------- | ----------- | ----------- | ------ | ------ |
| 2020            | Cruzeiro        | M1/MG+B         | 3+21       | 0          | CB              | 1               | 0               |                    | -                  | -                  |             | -           | -           | 25     | 0      |
| 2021            | Cruzeiro        | M1/MG+B         | 12+28      | 0+1        | CB              | 3               | 0               |                    | -                  | -                  |             | -           | -           | 43     | 1      |
| gen.-ago. 2022  | Cruzeiro        | M1/MG+B         | 8+15       | 1+1        | CB              | 5               | 0               |                    | -                  | -                  |             | -           | -           | 28     | 2      |
| Totale Cruzeiro | Totale Cruzeiro | Totale Cruzeiro | 87         | 3          |                 | 9               | 0               |                    | -                  | -                  |             | -           | -           | 96     | 3      |
| 2022-2023       | Santa Clara     | PL              | 4          | 0          | CP+CdL          | 0               | 0               |                    | -                  | -                  |             | -           | -           | 4      | 0      |
| Totale carriera | Totale carriera | Totale carriera | 91         | 3          |                 | 9               | 0               |                    | -                  | -                  |             | -           | -           | 100    | 3      |

## Palmarès

### Club

#### Competizioni nazionali
- Liga Portugal 2: 1

Santa Clara: 2023-2024